# Keel East

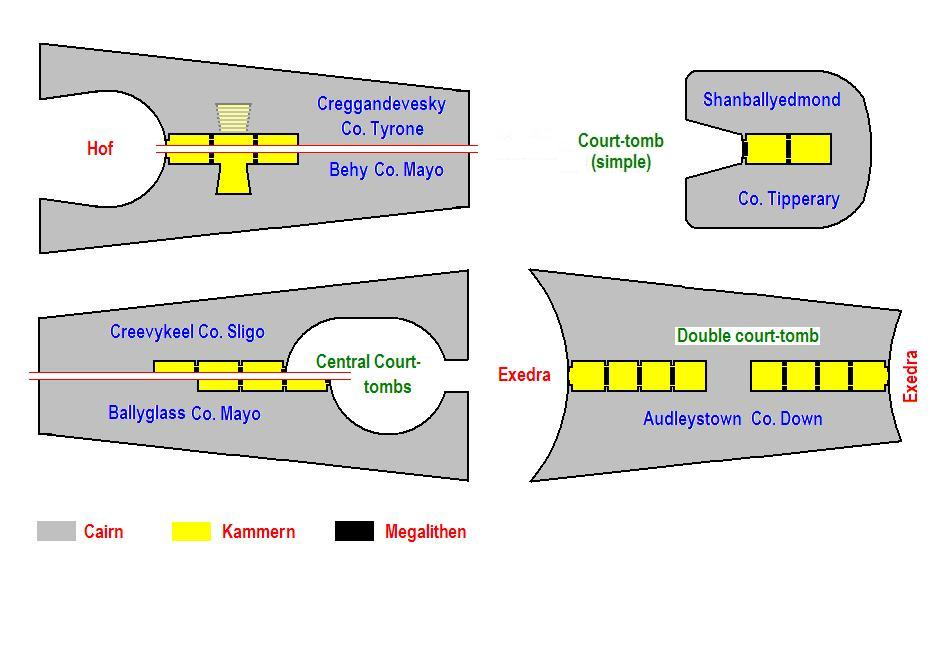
Formen von Court Tombs

Keel East ist eine Megalithanlage vom Typ Court Tomb, die während des 4. und 3. Jahrtausends v. Chr. im Neolithikum auf Achill Island im County Mayo in Irland entstand. Court Tombs gehören zu den megalithischen Kammergräbern (englisch chambered tombs) der Insel. Sie werden mit etwa 400 Exemplaren nahezu ausschließlich in Ulster im Norden von Irland beziehungsweise in Nordirland gefunden. 60 davon kommen im County Mayo vor.
Vier solcher Anlagen liegen auf dem Südhang von Slievemore Mountain, an der Nordküste von Achill Island (drei davon nördlich der Straße von Keel nach Dugort, auch Doogort). Sie wurden 1950 von Ruaidhrί De Valera und Seán 0 Nualláin untersucht. Zwei sind schlecht erhalten. Das besterhaltene ist „Keel East“. Die irischen Großsteingräber, von denen es vier Primärtypen gibt, wurden als Kollektivgräber verwendet.
Keel East liegt östlich des verlassenen Dorfes Slievemore auf einer Höhe von 152 m. Hier beginnt die schroffe obere Zone des 671 m hohen Berges. Das Court Tomb besteht aus einem etwa runden, fünf Meter tiefen Hof (englisch court), der zu einer Galerie mit drei Kammern führt. Rund 15 jeweils etwa 1,6 m hohe (zumeist umgefallene) Randsteine bilden den Randkreis des Hofes. Am Zugang sind zwei Steine in Längsrichtung positioniert. Eine besonders große Platte auf der Galerie ist der einzige verbliebene Deckstein. Vom ehemaligen Hügel sind keine Reste erhalten.
Ein Erdwerk erstreckt sich 200 m nach Westen und verbindet das Court tomb mit einem anderen, als antik interpretiertem Monument. O’Donovan bezeichnete den Graben als „Danish Ditch“, da er aufgrund der lokalen Tradition von Dänen bzw. Wikingern errichtet wurde.